# Camafeo Gonzaga

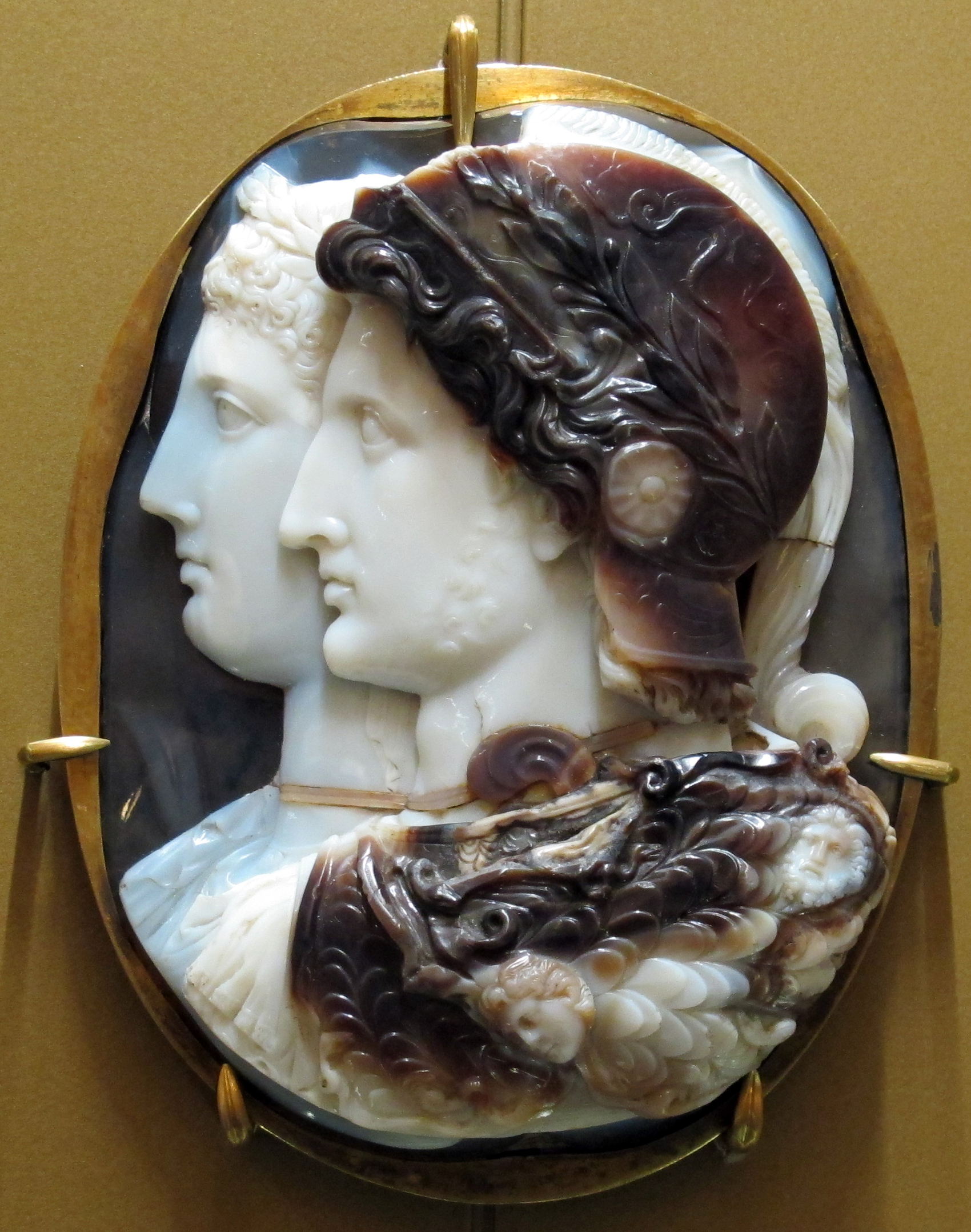
El camafeo Gonzaga en el Museo del Hermitage, San Petersburgo. La gema mide 15,7 x 11,8 cm.

El camafeo Gonzaga es un  gema grabada helenística; un camafeo de la variedad capita jugata cortado en las tres capas de un sardónice indio, que data quizás del siglo III a. C. Fue una pieza central de la colección Gonzaga de antigüedades, descrita por primera vez en 1542 en un inventario de la colección de Isabel de Este como representación de Augusto y Livia. Las figuras más tarde fueron identificadas como Alejandro Magno y Olimpia, Germánico y Agripina la Mayor, Nerón y Agripina la Menor, y muchas otras parejas famosas de la antigüedad.
La figura masculina está ataviada con los atributos de Alejandro, incluyendo un casco adornado con una muy romana corona de laurel, y lleva un gorgoneion. Su otra égida presenta una cabeza barbada, probablemente la de Zeus Amón. La corona de laurel está coronada por una serpiente que sugiere el ureo. Los contrastados perfiles masculino y femenino probablemente pretendían sugerir a Zeus y Hera. El fino collar marrón en los cuellos es una adición posterior para ocultar que el camafeo, en algún momento, se partió por la mitad. 

## Dueños
El joven Pedro Pablo Rubens, entonces empleado del duque de Mantua, admiró el camafeo como el mejor existente. Durante la Guerra de Sucesión de Mantua las tropas imperiales se lo llevaron a Viena y se conservó en el tesoro del Castillo de Praga durante la Guerra de los Treinta Años. Al final del conflicto los suecos entraron en Praga y saquearon el tesoro imperial. 
Varios años después el camafeo resurgió en la colección de la reina Cristina de Suecia. Hay poco registro de su historia posterior. Se supone que la reina lo llevó a Italia, legándolo a su favorito, el cardenal Decio Azzolini. Posteriormente fue adquirido, con el resto de la colección de arte de Cristina, por Livio Odescalchi, duque de Bracciano y sobrino de Inocencio XI.
En 1794 el cameo formaba parte de la colección de Pío VI  en el Vaticano. Los invasores franceses se lo llevaron a París donde entró en la colección de Napoleón y Josefina. Después de la caída de Napoleón, Alejandro I de Rusia visitó el castillo de Malmaison y ofreció a Josefina toda la ayuda que estuviera en su poder. Como muestra de agradecimiento, ella le regaló el camafeo al zar.
Desde entonces, el por ello denominado camafeo de Malmaison se conserva en el Museo del Hermitage en San Petersburgo. En Viena se encuentra otro camafeo helenístico, de menor calidad, que los Habsburgo también describieron como  "camafeo Gonzaga", probablemente asumiendo que no había sido robado por los suecos en 1648. Esto ha dado como resultado una confusión considerable entre los dos.

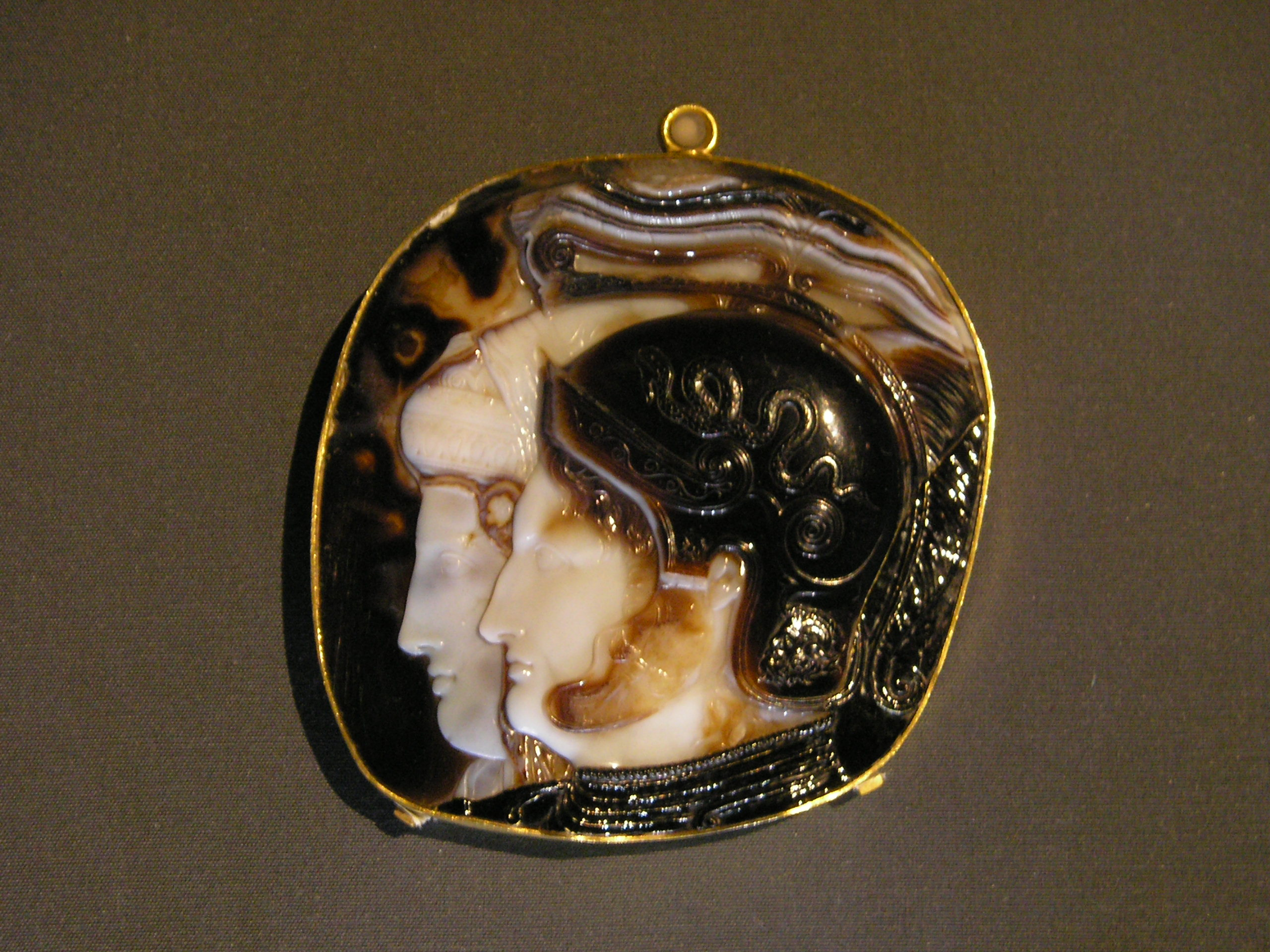
El camafeo Gonzaga de Viena.

## Sujetos
El camafeo muestra los perfiles de un hombre y una mujer que presentan un parecido familiar. Este tipo de retrato denominado capita jugata, mostrando dos perfiles superpuestos, apareció por primera vez en monedas emitidas por Tolomeo II Filadelfo en el Egipto helenístico. Tales retratos muestran a Tolomeo con su hermana y esposa, Arsínoe II. Tolomeo fue el primer gobernante helenístico en casarse con su hermana imitando a los antiguos faraones; y fue en su corte que la imagen de la pareja real como deidades gemelas, theoi adelphoi, se popularizó. Para apoyar esta identificación,  ha sido argumentado que la mujer del camafeo está cubierta con un velo de novia.

"Sobre el fondo oscuro, sus majestuosos perfiles blancos, los de ella suaves y femeninos, los de él decididos y viriles, son la encarnación de la autoridad que traerá prosperidad a sus súbditos." Diana Scarisbrick.

J. J. Pollitt de la universidad de Yale cree que es el camafeo de Viena el que representa a Tolomeo y Arsínoe. En cuanto al camafeo de San Petersburgo, Pollitt argumenta que la bien definida cualidad "neoclásica" del trabajo indica una fecha más posterior que la tradicionalmente reconocida. Identifica las figuras como Tiberio y Livia representados "en forma muy generalizada de modo que simultáneamente evoquen la imaginería de un camafeo tolemaico y, a través de ella, la imaginería de Alejandro".